# 豐永利行
豐永利行（日语：／ Toyonaga Toshiyuki，1984年4月28日—）是日本的男演員、聲優。Super Eccentric Theater所屬。東京都出身。

## 概要
- 暱稱トッシー。
- 是左撇子。
- 愛好：作曲、吉他、讀書、觀劇。特技：鼓、歌、跳舞。
- 有絕對音感。
- 曾經在科樂美音樂遊戲《狂热节拍》獲得全國第7名。時常隨身攜帶鼓棒。
- 喜歡的歌手為槇原敬之。喜歡的電影是成龍主演的電影。
- 在電視劇、動畫、舞台劇廣泛活躍。
- 近幾年廣播劇的工作變多，主役的主要角色也增多。
- 聲質與水島大宙、入野自由相似。
- 和演員松山研一是高中同學。
- 與同為聲優的木村良平是很好的朋友。
- 給好友花澤香菜寫過《花》，給內山昂輝寫過《bonds》，給木村良平寫過《encounter》。
- 目標演員為真田廣之與春田純一。
- 飼養兩隻貓。
- 2015年10月25日公布已結婚（入籍）。
- 2018年贏得主演男聲優獎, 同年5月7日在博客發表自己女兒於去年出生的消息。

## 出演作品

### 電視動畫
2003年
- 網球王子（葵劍太郎）
- 我要上太空（府中野新之介）

2004年
- 御行者（ジョイ・レオン）

2005年
- 絕對少年（逢澤步）
- 魔界女王候補生（星細工師）
- 地獄少女（仙太郎）

2006年
- 鍵姬物語 永久愛莉絲迴旋曲（桐原有人）
- 極速方程式（平勝平太（中学時代））
- 地獄少女 二籠（仙太郎）
- 死神的歌謠（市原カンタロウ）
- 人造昆虫カブトボーグ V×V（ジョニー/山田一郎）
- 嬌蠻之吻（對馬雷奧）
- 我們的存在（田町）
- 妖怪人間貝姆（2006年版）（三上裕也）

2007年
- 光速蒙面俠21（細川一休）
- 家庭教師HITMAN REBORN!（柿本千種）
- GO！純情水泳社！（沖浦要）
- Saint October（帝獵兵）
- Myself ; Yourself（藝人、アニメグリーン）
- Master of Epic The Animation Age（紐特・男、他）

2008年
- 家庭教師HITMAN REBORN!（入江正一）
- 我的狐仙女友（源多由良）
- 波菲的漫長旅程（薩伊米斯）
- 棒球大聯盟 4th season（涉谷）
- 遊戲王GX（空野大悟）
- World Destruction 世界撲滅的六人（シン）

2009年
- 料理偶像（AD小林）
- FRESH光之美少女!（裕子柴健人）
- 卡片鬥士翔（大場ヒイト）

2010年
- 無頭騎士異聞錄 DuRaRaRa!!（龍之峰帝人）
- 棒球大聯盟 6th season（涉谷）

2011年
- 人家一點都不喜歡啦！（高梨修輔）
- 少年同盟（松岡春）
- 機動戰士GUNDAM AGE（菲力特·亞斯諾）
- 戰鬥陀螺 鋼鐵奇兵（布魯圖）

2012年
- 大尾小岡（ガイゼル（小羚羊））
- 少年同盟2（松岡春）
- 超譯百人一首戀歌（清原致信）
- 刀劍神域（啟太）
- 心連·情結（宇和千尋）
- 境界上的地平線2（清原致信）
- 絕園的暴風雨（不破真廣）
- CØDE:BREAKER（天宝院遊騎）
- 偶像學園（涼川直人）

2013年
- 黑色嘉年華（夏切）
- 召喚惡魔Z（印裘巴斯）
- 眼鏡部！（望月紘一）
- 我的腦內戀礙選項（甘草奏）
- 武士弗拉明戈（綠川碧）
- 偶像學園2（涼川直人）

2014年
- 諸神的惡作劇（戶塚尊）
- 東京喰種（永近英良）
- 地球隊長（莫）
- 幕末Rock（藤堂平助）
- 偶像學園3（涼川直人）

2015年
- 東京喰種√A（永近英良）
- 無頭騎士異聞錄 DuRaRaRa!!×2 承（龍之峰帝人）
- ALDNOAH.ZERO 第2季（馬祖魯卡）
- 鑽石王牌－SECOND SEASON－（近藤大樹）[1]
- Classroom☆Crisis（北原小次郎）
- 無頭騎士異聞錄 DuRaRaRa!!×2 轉（龍之峰帝人）
- 赤髮白雪姬（巳早）[2]
- 純情羅曼史3（雫石涼）

2016年
- 疾走王子Alternative（奧村楓）
- 少女們向荒野進發（甲斐亞登夢）
- 無頭騎士異聞錄 DuRaRaRa!!×2 結（龍之峰帝人）
- 赤髮白雪姬 第2期（巳早）
- 文豪Stray Dogs（谷崎潤一郎）
- 線上遊戲的老婆不可能是女生？（西村英騎／盧西安[3]、皮洛斯基）
- B-PROJECT ～鼓動＊Ambitious～（金城剛士）
- DAYS（今歸仁翔）
- 數碼暴龍宇宙 應用怪獸（桂零）
- 侍靈演武：將星亂（周倉）
- 黑白來看守所（九十九）
- 勇利!!! on ICE（勝生勇利）
- 文豪Stray Dogs 第2期（谷崎潤一郎）
- 排球少年！！烏野高中VS白鳥澤學園高中（白布賢二郎）

2017年
- 鎖鏈戰記 ～赫克瑟塔斯之光～（凱恩）
- 黑白來看守所 第2期（九十九）
- MARGINAL#4 由KISS開始創造的Big Bang（牧島沙伊）
- 將國戡亂記（約翰·弗倫岑）
- 辣妹與我的第一次（坂本慎平、消極純一）
- Gamers 電玩咖！（上原祐）
- TSUKIPRO THE ANIMATION（大原空）

2018年
- BASILISK～櫻花忍法帖～（孔雀啄）
- Butlers～千年百年物語～（緋櫻春人）
- 魔法少女 我（御翔桃拾）
- 琴之森（平田光生）
- 東京喰種：re（永近英良）
- 美男高校地球防衛部HAPPY KISS！（臼井一）
- 千銃士（ベルガー）
- Free!-Dive to the Future-（椎名旭[4]）
- 強風吹拂（清瀨灰二[5]）
- 我喜歡的妹妹不是妹妹（店員）
- 七大罪 戒律的復活（亞登）

2019年
- 雷頓的神秘偵探社 ～卡翠的解謎事件簿～（埃里克）
- 臨死!!江古田（阿真）
- B-PROJECT ～絕頂＊Emotion～（金城剛士）
- 深夜的超自然公務員（千草健二）
- 文豪Stray Dogs 第3期（谷崎潤一郎）
- 偶像學園 on Parade！（涼川直人）
- ACTORS -Songs Connection-（麻布汐）
- 非洲的動物上班族（夏威夷雁）
- 星合之空（曾我翅）

2020年
- 排球少年！！TO THE TOP（白布賢二郎）
- GET UP! GET LIVE! #GERAGERA（町田瀨那）
- 刀劍神域 Alicization War of Underworld -THE LAST SEASON-（啟太）
- 勇者鬥惡龍 達伊的大冒險（2020）（波普）
- 池袋西口公園（長居林太郎）
- A3!（有栖川譽）
- 我立于百万生命之上（鸟井启太）

2021年
- ICHU偶像進行曲（御劍晃）
- 境界觸發者 2nd season（拉塔利可夫）
- 文豪Stray Dogs 汪！（谷崎潤一郎）
- 如果這叫愛情感覺會很噁心（天草亮）
- TSUKIPRO THE ANIMATION 2（大原空）
- SAKUGAN（尤里）
- 勇者鬥惡龍 達伊的大冒險（2020）（波普）

2022年
- 时光代理人日语版（程小时）
- 群青的開幕曲（寶生迅人[6]）
- 幕末替身傳說（藤堂平助[7]）
- Love All Play（岬省吾[8]）
- 因為是反派大小姐所以養了魔王（沃魯特·利札尼絲）
- POP TEAM EPIC（第2期）（POP子〈第5話B段〉）

2023年
- Buddy Daddies 殺手奶爸（來栖一騎[9]）
- HIGH CARD 至高之牌（提爾特[10]）
- 文豪Stray Dogs 第4期（谷崎潤一郎[11]）
- 天國大魔境（小奈[12]）
- Opus.COLORs 色彩高校星（難波道臣[13]）
- 文豪Stray Dogs 第5期（谷崎潤一郎）
- B-PROJECT ～熱烈＊Love Call～（金城剛士[14]）
- Paradox Live THE ANIMATION（矢戶乃上那由汰[15]）
- 暴食狂戰士（諾札·亞勒斯塔）
- 決鬥大師 WIN 決鬥學園篇（ヤッタレマン）

2024年
- HIGH CARD 至高之牌（第2期）（提爾特[16]）
- WIND BREAKER—防風少年—（桐生三輝[17]）
- 新人大叔冒險者，被最強隊伍操到死成無敵（米傑特·耶魯德瓦夫[18]）
- 我的妻子不具感情（小杉拓馬[19]）
- 再見，地球（貝涅特[20]）
- 深夜Punch（TSUMA氏[21]）
- 機械臂（ヒカル[22]）

2025年
- 魔法使光之美少女！！～MIRAI DAYS～（艾爾[23]）
- WIND BREAKER—防風少年—（第2期）（桐生三輝[24]）
- 再見，地球（第2期）（貝涅特[25]）
- 記憶縫線YOUR FORMA（法曼）
- 藥師少女的獨語（羅半[26]）

2026年
- MAO摩緒（華紋[27]）

### OVA
2002年
- 橫濱購物紀行－Quiet Country Cafe－（高廣）※聲優出道作

2006年
- 網球王子 OVA 全国大会篇（葵劍太郎）

2008年
- 最終試驗鯨魚Progressive（日语：最終試験くじら）（久遠寺睦（16歲））

2009年
- 我的狐仙女友 ～真夏的大謝肉祭～（源多由良）

2011年
- 古拉爾騎士團 Evoked THE Beginning white （ケンセイ）
- 這個男子，能與宇宙人作戰 （有川）

2012年
- CØDE:BREAKER（天宝院遊騎）

2013年
- 最遊記外傳 特別篇 香花之章（鯉昇）

2014年
- 我的腦內戀礙選項（甘草奏）
- BLB（江角司）[28]

2015年
- 無頭騎士異聞錄 DuRaRaRa!!×2 承 外傳！？ 第4.5話 我的心是火鍋的形狀 （龍之峰帝人）※劇場先行上映[29]

2016年
- 少女們向荒野進發（甲斐亞登夢）

2017年
- 文豪Stray Dogs 第2期（谷崎潤一郎） ※漫畫第13卷限定版附贈

2018年
- Free!－Dive to the Future－第0話（椎名旭）

### 動畫電影
2005年
- 網球王子 OVA 全国大会篇（葵劍太郎）

2008年
- 地下巧克力（漢托利·漢特）[30]

2014年
- 偶像學園（涼川直人）

2015年
- High Speed! -Free! Starting Days-（椎名旭）

2016年
- 電影版 聲之形（真柴智）

2017年
- 煙花（和弘）
- 劇場版 Free!-Timeless Medley-（椎名旭）
- 特別版 Free!-Take Your Marks-（椎名旭）

2018年
- 文豪Stray Dogs DEAD APPLE（谷崎潤一郎）

2021年
- 美少女戰士Eternal（鷹之眼）

2025年
- 凡爾賽玫瑰（安德烈·格蘭迪耶[31]）

### 網路動畫
2007年
- 最終試驗鯨魚（日语：最終試験くじら）（久遠寺睦）

2018年
- B：The Beginning（布萊恩·布蘭登）

### 電視劇
1997年
- 超人力霸王帝納（每日放送） - たっちゃん（辰雄）

2005年
- 電車男
- 彼氏宣誓!!（淳治）

2006年
- 折翼的天使們 第三夜「アクトレス」
- 交響情人夢（小林）

2007年
- ハッピィ★ボーイズ #9,10（高橋）

2008年
- 今日は渋谷で6時 - 利行
- 33分偵探 #9 - 進藤
- Room Of King - 看護師

### 電影
1997年
- 學校怪談3（木村悟）

2002年
- 夢、おいかけて（圭司）

2003年
- 1980（中文譯名：羽柴家的1980年）（物集）
- 大逃殺2（日笠将太）

2004年
- この世の外へ クラブ進駐軍 （中文譯名：向世外的俱樂部進軍）

2005年
- 絶対恐怖 Pray プレイ（シマ）
- 琳達！琳達！（池沢）

2006年
- ザ・コテージ（甲斐智則）

2012年
- 死ガ二人ヲワカツマデ...第二章「南瓜花-nananka-」 - 中里貴春

### 舞台劇
- アルゴミュージカル「Sing for You, Sing for Me.」（1995年）
- 四季劇團「美女與野獸」
- 網球王子舞台劇
- 理由なき反抗

### 遊戲
- 少女們向荒野進發（甲斐亞登夢）
- 在茜色的世界中與君詠唱（沖田總司）

2015年
- 夢色キャスト（橘蒼星[32]）
- 偶像★進行曲（御劍晃）
- 夢王國與沉睡中的100位王子殿下（亞迪艾爾﹑離）

2017年
- A3！（有栖川誉）
- B-PROJECT 無敵危險 (金城剛士)
- 月野樂園（ツキノパラダイス。)（大原 空）

2018年
- DREAM!ing (針宮藤次)
- オンエア! (輝崎螢)
- ピオフィオーレの晩鐘（オルロック）
- 殘機為零（日暮春人）
- 甜點王子2 (羅伯斯•弗萊雷)

2019年
- 美男吸血鬼 （沃夫岡•阿瑪迪斯•莫札特）
- Fire Emblem 風花雪月（庫羅德•馮•里剛）

2020年
- エリオスライジングヒーローズ（鳳アキラ）
- 食物語（烤乳豬）
- 家庭教師HITMAN REBORN!（柿本千種）

2021年
- Fate/Grand Order（奧伯龍）
- ハニプレ（南）

2023年
- 女神異聞錄：夜幕魅影（白鳥誠司）

2024年
- 明日方舟（左乐）
- 崩壞：星穹鐵道（椒丘）

### 音樂CD
2015年
- ディア♥ヴォーカリスト （モモチ）

2020年
- Paradox Live （矢戸乃上 那由汰）

## 外部連結
- （日語）官方網站
- （日語）豊永利行的日記（页面存档备份，存于）
- （日語）豊永利行的日記(舊)（页面存档备份，存于）
- 豊永利行 (TossuiKUN)的X（前Twitter）
- （日語）BAKAIWA Official Blog（页面存档备份，存于）